# ГЕС Джордан
ГЕС Джордан — гідроелектростанція у штаті Алабама (Сполучені Штати Америки). Знаходячись після ГЕС Мітчелл, разом з ГЕС Bouldin становить нижній ступінь каскаду на річці Куса, правій твірній річки Алабама (дренує південне завершення Аппалачів та після злиття з Томбігбі впадає до бухти Мобіл на узбережжі Мексиканської затоки). При цьому далі по сточищу, вже на самій Алабамі, працює ГЕС Jones Bluff.
У межах проекту річку перекрили бетонною гравітаційною греблею вигнутої форми висотою від тальвегу 27 метрів (від підошви фундаменту — 38 метрів) та довжиною 557 метрів, яка потребувала 297 тис. м3 матеріалу. Вона утримує витягнуте по долині Куси на 29 км водосховище з площею площу поверхні 23,8 км2 та об'ємом 290 млн м3.
Пригреблевий машинний зал обладнали чотирма пропелерними турбінами потужністю по 25 МВт.